# Kanton Montceau-les-Mines-Sud
Der Kanton Montceau-les-Mines-Sud war von 1973 bis 2015 ein französischer Wahlkreis im Arrondissement Chalon-sur-Saône im Département Saône-et-Loire und in der Region Burgund; sein Hauptort war Montceau-les-Mines.

## Gemeinden
Der Kanton bestand aus einem Teil der Stadt Montceau-les-Mines (angegeben ist hier die Gesamteinwohnerzahl, im Kanton lebten etwa 3.200 Einwohner der Stadt) und einer weiteren Gemeinde:
| Gemeinde           | Einwohner Jahr | Fläche km² | Bevölkerungsdichte | Code INSEE | Postleitzahl |
| ------------------ | -------------- | ---------- | ------------------ | ---------- | ------------ |
| Montceau-les-Mines | 18.969 (2013)  | –          | – Einw./km²        | 71306      | 71300        |
| Saint-Vallier      | 8.824 (2013)   | 24,21      | 364 Einw./km²      | 71486      | 71230        |